# Átány
Átány (vyslovováno [átáň]) je velká vesnice v Maďarsku v župě Heves, spadající pod okres Heves. Nachází se asi 5 km severovýchodně od Hevese. V roce 2015 zde žilo 1 490 obyvatel, z nichž jsou (dle údajů z roku 2011) 91,7 % Maďaři a 19 % Romové.
Sousedními vesnicemi jsou Kömlő a Tenk, sousedním městem Heves.